# ГТЭ-65
ГТЭ-65 (газовая турбина + электрогенератор) — стационарная газотурбинная установка. Создана на Ленинградском металлическом заводе («Силовые машины») для использования технического перевооружения действующих электростанций и новом строительстве.
ГТЭ-65 предназначена для использования в парогазовых блоках мощностью 90 и 180 МВт: с паровой турбиной мощностью 30 МВт, а также с двумя газотурбинными установками, двумя котлами-утилизаторами и паровой турбиной мощностью 60 МВт. Установка способна обеспечивать теплофикационные нужды и работать как в парогазовых блоках, так и автономно.

## История

### Первый этап
В 2005—2008 годах проведены НИОКР с испытаниями на НПО ЦКТИ.
В 2008 году головной образец ГТЭ-65 был отгружен на ТЭЦ-9 ОАО «Мосэнерго», смонтирован и поставлен на валоповорот с генератором. В 2011 году проводились работы по вводу в эксплуатацию.
После подписания «Силовыми машинами» ряда лицензионных соглашений с «Сименсом» турбина была демонтирована.
24 февраля 2014 года были завершены начатые в 2013 году работы по замене в газотурбинной надстройке ТЭЦ-9 экспериментальной турбины на итальянскую аналогичной мощности, по лицензии «Сименс».

### Второй этап
В 2019 году «Силовые машины» объявили о восстановлении проектов турбин ГТЭ-65 и ГТЭ-170.
В марте 2020 года «Силовые машины» начали процедуру выхода из совместного предприятия «Сименс Технологии Газовых турбин». Это сняло с «Силовых машин» обязательства[какие?] по отказу от развития собственных газовых турбин. 
По состоянию на 2025 год была законтрактована поставка двух ГТЭ-65 - экспериментального образца для Пермской ТЭЦ-14 и первой серийной для Саратовской ТЭЦ-2. Поставки планировалось завершить к 2033 году.

## ГТЭ-170
Для разработки на основе ГТЭ-65 более мощной ГТЭ-170 был использован как исторический опыт производителя (турбины выпускались на Ленинградском металлическом заводе с 1957 года), так и более свежий:
- сборки ГТЭ-160, — лицензионной сименсовской V94.2
- сборки и производства локализованной на 60 % модели SGT-2000E мощностью 187 МВт
- опыт проекта газовой турбины на основе авиационного ТРД ПС-90

По состоянию на 2024 год законтрактованы ГТЭ-170: одна для Татнефть (Нижнекамская ТЭЦ), четыре для «Интер РАО» (Каширская ГРЭС), четыре для «РусГидро» (Хабаровская и Артёмовская ТЭЦ) на Дальнем Востоке, четыре на Арктик СПГ-2.
Первая ГТЭ-170 поставлена на Каширскую ГРЭС 3 марта 2025 года.

## Характеристика
Основные характеристики:
- Мощность базовая — 61,5 МВт
- Мощность пиковая — 65 МВт
- Температура газов на срезе выхлопного патрубка — 555 °С
- Расход газа на выходе из ГТУ — 184 кг/с
- КПД на клеммах генератора — 35,2 %
- Частота вращения вала — 5441 об/мин
- Габариты ДxШxВ — 18,1х12,5х7,5 м